# Денешть (комуна, Васлуй)
Денешть, Денешті (рум. Dănești) — комуна у повіті Васлуй в Румунії. До складу комуни входять такі села (дані про населення за 2002 рік):
- Беряса (269 осіб)
- Боцоая (81 особа)
- Денешть (680 осіб)
- Еміл-Раковиці (1038 осіб)
- Решкань (79 осіб)
- Тетерень (284 особи)

Комуна розташована на відстані 294 км на північний схід від Бухареста, 23 км на північ від Васлуя, 34 км на південь від Ясс.

## Населення
За даними перепису населення 2002 року у комуні проживала 2431 особа.
Національний склад населення комуни:
| Національність | Кількість осіб | Відсоток |
| -------------- | -------------- | -------- |
| румуни         | 2429           | 99,9%    |
| угорці         | 2              | 0,1%     |

Рідною мовою назвали:
| Мова      | Кількість осіб | Відсоток |
| --------- | -------------- | -------- |
| румунська | 2430           | > 99,9%  |
| угорська  | 1              | < 0,1%   |

Склад населення комуни за віросповіданням:
| Релігія       | Кількість осіб | Відсоток |
| ------------- | -------------- | -------- |
| православні   | 2425           | 99,8%    |
| римо-католики | 3              | 0,1%     |
| п'ятдесятники | 2              | 0,1%     |

## Зовнішні посилання
- Дані про комуну Денешть на сайті Ghidul Primăriilor